# Рон Джонсон (баскетболіст)
Рональд Ф. Джонсон (англ. Ronald F. Johnson, 20 липня 1938, Галлок, Міннесота — 1 лютого 2015, Сент-Клауд, Міннесота) — американський професіональний баскетболіст, що грав на позиціях форварда за декілька команд НБА.

## Ігрова кар'єра
На університетському рівні грав за команду Міннесота (1957—1960).
1960 року був обраний у другому раунді драфту НБА під загальним 12-м номером командою «Детройт Пістонс». Професійну кар'єру розпочав 1960 року виступами за тих же «Детройт Пістонс», захищав кольори команди з Детройта протягом одного неповного сезону.
Другою і останньою ж командою в кар'єрі гравця стала «Лос-Анджелес Лейкерс», до складу якої він приєднався 1960 року і за яку відіграв решту сезону.